# 2007 au cinéma
| Années du cinéma : 2004 - 2005 - 2006 - 2007 - 2008 - 2009 - 2010    |
| Décennies du cinéma : 1970 - 1980 - 1990 - 2000 - 2010 - 2020 - 2030 |

Cet article présente les faits marquants de l'année 2007 au cinéma.

## Festivals

### Cannes
- La 60e édition du Festival de Cannes a eu lieu du 16 au 27 mai.

### Autres festivals
- x. 13e Semaine du cinéma britannique d'Abbeville.
- du 18 janvier au 28 janvier : 25e Sundance Film Festival.
- x. 14e Fantastic'Arts de Gerardmer.
- x. 57e Festival international du film de Berlin.
- du 24 février au 3 mars : 20e Fespaco (Festival panafricain du cinéma et de la télévision de Ouagadougou).
- du 18 au 25 mars : 21e Festival international de films de Fribourg (FIFF).
- du 26 au 31 mars : 8e Festival international du film d'Aubagne - Music & Cinema[1].
- du 28 mars au 1er avril : 9e Festival du film asiatique de Deauville.
- x. 29e Festival international de films de femmes de Créteil.
- x. 25e Festival du film policier de Cognac.
- x. 31e Festival international du film d'animation d'Annecy.
- du 3 au 8 juillet : 7e Festival international du film fantastique de Neuchâtel
- x. Festival Paris Cinéma
- x. 64e Mostra de Venise.
- x. 33e Festival du cinéma américain de Deauville.

du 14 juillet au 15 août : 6e festival de films plein air, Cin'été 2007, à Val-de-Reuil (27)
- x. 15e Festival Jules Verne Aventures
- du 21 novembre au 25 novembre : 15e Festival du cinéma russe à Honfleur : Grand prix : Brigade «Tue l'ennemi !» (Агитбригада «Бей врага!») (ru), 2007, de Vitali Melnikov

## Récompenses

### Oscars
- La 79e cérémonie des Oscars s'est déroulée le 25 février 2007. La soirée est animée par Ellen DeGeneres.

### Césars
- La 32e cérémonie des Césars s'est déroulée le 24 février 2007. La soirée est animée par Valérie Lemercier.

### Italie

#### Prix David di Donatello
- Meilleur film : L'Inconnue (La Sconosciuta) de Giuseppe Tornatore[2].

#### Ruban d'argent
- Meilleur film :

### Canada

#### Prix Jutra
- La 9e cérémonie des Prix Jutra se déroule le 18 février. La soirée est animée par Normand Brathwaite. Quelques prix:
  - Meilleur film québécois Congorama de Philippe Falardeau
  - Meilleur réalisateur Philippe Falardeau pour Congorama
  - Meilleure actrice Céline Bonnier dans Délivrez-moi
  - Meilleur acteur le duo Paul Ahmarani et Olivier Gourmet dans Congorama
  - Billet d'or (film le plus populaire): Bon Cop, Bad Cop de Érik Canuel

## Box-Office

### France
| Classement | Titre                                         | Pays       | Réalisateur    | Box-Office France | Semaines     |
| ---------- | --------------------------------------------- | ---------- | -------------- | ----------------- | ------------ |
| 1          | Ratatouille                                   | États-Unis | Brad Bird      | 7 831 802 entrées | 35 sem (fin) |
| 2          | Spider-Man 3                                  | États-Unis | Sam Raimi      | 6 336 433 entrées | 14 sem (fin) |
| 3          | Harry Potter et l'Ordre du phénix             | États-Unis | David Yates    | 6 187 010 entrées | 19 sem (fin) |
| 4          | Pirates des Caraïbes : Jusqu'au bout du monde | États-Unis | Gore Verbinski | 5 763 630 entrées | 13 sem (fin) |
| 5          | Shrek le troisième                            | États-Unis | Dreamworks     | 5 515 176 entrées | 22 sem (fin) |

### États-Unis - Canada
| Classement | Titre                                         | Pays       | Réalisateur             | Box-Office États-Unis | Date de sortie |
| ---------- | --------------------------------------------- | ---------- | ----------------------- | --------------------- | -------------- |
| 1          | Spider-Man 3                                  | États-Unis | Sam Raimi               | 336 530 303 $         | 04/05/2007     |
| 2          | Shrek le troisième                            | États-Unis | Dreamworks              | 322 719 944 $         | 18/05/2007     |
| 3          | Transformers                                  | États-Unis | Michael Bay             | 319 246 193 $         | 03/07/2007     |
| 4          | Pirates des Caraïbes : Jusqu'au bout du monde | États-Unis | Gore Verbinski          | 309 420 425 $         | 25/05/2007     |
| 5          | Harry Potter et l'Ordre du phénix             | États-Unis | David Yates             | 292 004 738 $         | 11/07/2007     |
| 6          | Je suis une légende                           | États-Unis | Francis Lawrence        | 255.392.764 $         | 14/12/2007     |
| 7          | La Vengeance dans la peau                     | États-Unis | Paul Greengrass         | 227.471.070 $         | 03/08/2007     |
| 8          | Benjamin Gates et le Livre des secrets        | États-Unis | Jon Turteltaub          | 216.599.988 $         | 21/12/2007     |
| 9          | Alvin et les Chipmunks                        | États-Unis | Tim Hill                | 213.902.904 $         | 14/12/2007     |
| 10         | 300                                           | États-Unis | Zack Snyder             | 210.614.939 $         | 09/03/2007     |
| 11         | Ratatouille (film)                            | États-Unis | Brad Bird               | 206.445.654 $         | 29/06/2007     |
| 12         | Les Simpson, le film                          | États-Unis | David Silverman         | 183.135.014 $         | 01/06/2007     |
| 13         | Bande de sauvages                             | États-Unis | Walt Becker             | 168.273.550 $         | 02/03/2007     |
| 14         | En cloque, mode d'emploi                      | États-Unis | Judd Apatow             | 148.768.917 $         | 01/06/2007     |
| 15         | Rush Hour 3                                   | États-Unis | Brett Ratner            | 140.125.968 $         | 10/08/2007     |
| 16         | Juno                                          | États-Unis | Jason Reitman           | 135.969.151 $         | 05/12/2007     |
| 17         | Die Hard 4 : Retour en enfer                  | États-Unis | Len Wiseman             | 134.529.403 $         | 01/06/2007     |
| 18         | Les Quatre Fantastiques et le Surfer d'argent | États-Unis | Tim Story               | 131.921.738 $         | 15/06/2007     |
| 19         | American Gangster                             | États-Unis | Ridley Scott            | 130.164.645 $         | 02/11/2007     |
| 20         | Il était une fois                             | États-Unis | Kevin Lima              | 127.393.667 $         | 21/11/2007     |
| 21         | Bee Movie : Drôle d'abeille                   | États-Unis | Steve Hickner           | 126.631.277 $         | 02/11/2007     |
| 22         | SuperGrave                                    | États-Unis | Greg Mottola            | 121.463.226 $         | 17/08/2007     |
| 23         | Quand Chuck rencontre Larry                   | États-Unis | Dennis Dugan            | 120.059.556 $         | 20/07/2007     |
| 24         | Hairspray                                     | États-Unis | Adam Shankman           | 118.871.849 $         | 20/07/2007     |
| 25         | Les Rois du patin                             | États-Unis | Josh Gordon, Will Speck | 118.594.548 $         | 30/03/2007     |
| 26         | Ocean's Thirteen                              | États-Unis | Steven Soderbergh       | 117.154.724 $         | 08/06/2007     |
| 27         | Ghost Rider                                   | États-Unis | Mark Steven Johnson     | 115.802.596 $         | 16/02/2007     |
| 28         | Evan tout-puissant                            | États-Unis | Tom Shadyac             | 100.462.298 $         | 22/06/2007     |

## Principales sorties en salles en France

### Premier trimestre
| Sortie à Paris | Titre                                 | Pays       | Réalisateur           | Distribution                                                     |
| -------------- | ------------------------------------- | ---------- | --------------------- | ---------------------------------------------------------------- |
| 3 jan.         | Une grande année                      | États-Unis | Ridley Scott          | Russell Crowe, Marion Cotillard, Albert Finney                   |
| 10 jan.        | Apocalypto                            | États-Unis | Mel Gibson            | Rudy Youngblood, Raoul Trujillo                                  |
| 10 jan.        | Fur                                   | États-Unis | Steven Shainberg      | Nicole Kidman, Robert Downey Jr.                                 |
| 10 jan.        | Le Serpent                            |            | Éric Barbier          | Yvan Attal, Clovis Cornillac, Pierre Richard                     |
| 17 jan.        | Cow-Boy                               |            | Benoît Mariage        | Benoît Poelvoorde, Gilbert Melki, Julie Depardieu                |
| 17 jan.        | L'Illusionniste                       | États-Unis | Neil Burger           | Edward Norton, Paul Giamatti, Jessica Biel                       |
| 17 jan.        | Jacquou le Croquant                   |            | Laurent Boutonnat     | Gaspard Ulliel, Marie-Josée Croze, Albert Dupontel               |
| 24 jan.        | Les Ambitieux                         |            | Catherine Corsini     | Karin Viard, Éric Caravaca                                       |
| 24 jan.        | Pars vite et reviens tard             |            | Régis Wargnier        | José Garcia, Michel Serrault, Marie Gillain                      |
| 24 jan.        | Rocky Balboa                          | États-Unis | Sylvester Stallone    | Sylvester Stallone                                               |
| 31 jan.        | Blood Diamond                         | États-Unis | Edward Zwick          | Leonardo DiCaprio, Jennifer Connelly                             |
| 31 jan.        | Molière                               |            | Laurent Tirard        | Romain Duris, Fabrice Luchini, Laura Morante                     |
| 7 févr.        | La Nuit au musée                      | États-Unis | Shawn Levy            | Ben Stiller, Robin Williams                                      |
| 7 févr.        | Le Petit Monde de Charlotte           | États-Unis | Gary Winick           |                                                                  |
| 7 févr.        | Odette Toulemonde                     |            | Éric-Emmanuel Schmitt | Catherine Frot, Albert Dupontel                                  |
| 7 févr.        | Hannibal Lecter : Les Origines du mal | États-Unis | Peter Webber          | Gaspard Ulliel, Anthony Hopkins                                  |
| 14 févr.       | La Môme                               |            | Olivier Dahan         | Marion Cotillard, Sylvie Testud, Gérard Depardieu                |
| 14 févr.       | Taxi 4                                |            | Gérard Krawczyk       | Frédéric Diefenthal, Samy Naceri, Emma Sjöberg                   |
| 14 févr.       | The Good German                       | États-Unis | Steven Soderbergh     | George Clooney, Cate Blanchett, Tobey Maguire                    |
| 21 févr.       | Danse avec lui                        |            | Valérie Guignabodet   | Mathilde Seigner, Sami Frey                                      |
| 21 févr.       | Ghost Rider                           | États-Unis | Mark Steven Johnson   | Nicolas Cage                                                     |
| 21 févr.       | Je crois que je l'aime                |            | Pierre Jolivet        | Vincent Lindon, Sandrine Bonnaire, François Berléand, Liane Foly |
| 21 févr.       | La Ferme en folie                     | États-Unis | Steve Oedekerk        |                                                                  |
| 21 févr.       | Scorpion                              |            | Julien Seri           | Clovis Cornillac                                                 |
| 28 févr.       | Dreamgirls                            | États-Unis | Bill Condon           | Beyonce Knowles, Jamie Foxx                                      |
| 28 févr.       | Le Nombre 23                          | États-Unis | Joel Schumacher       | Jim Carrey, Virginia Madsen                                      |
| 28 févr.       | Michou d'Auber                        |            | Thomas Gilou          | Gérard Depardieu, Nathalie Baye, Samy Seghir                     |
| 7 mars         | Contre-enquête                        |            | Franck Mancuso        | Jean Dujardin, Laurent Lucas                                     |
| 14 mars        | Écrire pour exister                   | États-Unis | Richard LaGravenese   | Hilary Swank                                                     |
| 14 mars        | La Cité interdite                     |            | Zhang Yimou           |                                                                  |
| 14 mars        | Le Come-Back                          | États-Unis | Marc Lawrence         | Hugh Grant, Drew Barrymore                                       |
| 21 mars        | 300                                   | États-Unis | Zack Snyder           | Gerard Butler                                                    |
| 21 mars        | Ensemble, c'est tout                  |            | Claude Berri          | Audrey Tautou, Guillaume Canet                                   |
| 28 mars        | Alpha Dog                             | États-Unis | Nick Cassavetes       | Bruce Willis, Justin Timberlake, Sharon Stone                    |
| 28 mars        | Hellphone                             |            | James Huth            | Jean-Baptiste Maunier, Bruno Salomone                            |
| 28 mars        | Ne touchez pas la hache               |            | Jacques Rivette       | Jeanne Balibar, Guillaume Depardieu                              |
| 28 mars        | Le Secret de Terabithia               | États-Unis | Gabor Csupo           | Josh Hutcherson, AnnaSophia Robb                                 |

### Deuxième trimestre
| Sortie à Paris | Titre                                           | Pays       | Réalisateur       | Distribution                                           |
| -------------- | ----------------------------------------------- | ---------- | ----------------- | ------------------------------------------------------ |
| 4 avr.         | La Tête de maman                                |            | Carine Tardieu    | Karin Viard, Pascal Elbé, Kad Merad                    |
| 4 avr.         | Le Prix à payer                                 |            | Alexandra Leclère | Christian Clavier, Nathalie Baye, Gérard Lanvin        |
| 4 avr.         | Norbit                                          | États-Unis | Brian Robbins     | Eddie Murphy, Thandie Newton                           |
| 11 avr.        | Dangereuse Séduction                            | États-Unis | James Foley       | Halle Berry, Bruce Willis                              |
| 11 avr.        | Sunshine                                        | États-Unis | Danny Boyle       | Chris Evans, Cillian Murphy                            |
| 18 avr.        | Jean de La Fontaine, le défi                    |            | Daniel Vigne      | Lorànt Deutsch, Philippe Torreton, Sara Forestier      |
| 18 avr.        | Les Vacances de Mr. Bean                        |            | Steve Bendelack   | Rowan Atkinson, Willem Dafoe, Emma de Caunes           |
| 25 avr.        | Next                                            | États-Unis | Lee Tamahori      | Nicolas Cage, Jessica Biel                             |
| 2 mai          | Spider-Man 3                                    | États-Unis | Sam Raimi         | Tobey Maguire, Kirsten Dunst, James Franco             |
| 9 mai          | La Faille                                       | États-Unis | Gregory Hoblit    | Anthony Hopkins, Ryan Gosling                          |
| 17 mai         | Zodiac                                          | États-Unis | David Fincher     | Robert Downey Jr., Anthony Edwards                     |
| 23 mai         | Le Scaphandre et le Papillon                    |            | Julian Schnabel   | Mathieu Amalric, Emmanuelle Seigner, Marie-Josée Croze |
| 23 mai         | Les Chansons d'amour                            |            | Christophe Honoré | Louis Garrel, Ludivine Sagnier, Clotilde Hesme         |
| 23 mai         | Pirates des Caraïbes 3 : Jusqu'au bout du monde | États-Unis | Gore Verbinski    | Johnny Depp, Orlando Bloom, Keira Knightley            |
| 6 juin         | Boulevard de la mort                            | États-Unis | Quentin Tarantino | Kurt Russell                                           |
| 6 juin         | Dialogue avec mon jardinier                     |            | Jean Becker       | Daniel Auteuil, Jean-Pierre Darroussin                 |
| 13 juin        | Shrek le troisième                              | États-Unis | Andrew Adamson    | Voix : Alain Chabat                                    |
| 20 juin        | Ocean's Thirteen                                | États-Unis | Steven Soderbergh | George Clooney, Brad Pitt, Matt Damon                  |
| 27 juin        | Persépolis                                      |            | Marjane Satrapi   |                                                        |

### Troisième trimestre
| Sortie à Paris | Titre                                         | Pays                                                                     | Réalisateur     | Distribution                                                             |
| -------------- | --------------------------------------------- | ------------------------------------------------------------------------ | --------------- | ------------------------------------------------------------------------ |
| 4 juil.        | Die Hard 4 : Retour en enfer                  | États-Unis                                                               | Len Wiseman     | Bruce Willis                                                             |
| 4 juil.        | Raisons d'État                                | États-Unis                                                               | Robert de Niro  | Matt Damon, Angelina Jolie, Robert de Niro                               |
| 11 juil.       | Harry Potter et l'Ordre du phénix             | États-Unis                                                               | David Yates     | Daniel Radcliffe, Emma Watson, Rupert Grint                              |
| 18 juil.       | DOA: Dead or Alive                            | Drapeau des États-Unis · Drapeau de l'Allemagne · Drapeau du Royaume-Uni | Corey Yuen      | Jaime Pressly, Holly Valance, Sarah Carter                               |
| 25 juil.       | Les Simpson - Le Film                         | États-Unis                                                               | David Silverman |                                                                          |
| 25 juil.       | Transformers                                  | États-Unis                                                               | Michael Bay     |                                                                          |
| 1er août       | Ratatouille                                   | États-Unis                                                               | Brad Bird       |                                                                          |
| 15 août        | La Fille coupée en deux                       |                                                                          | Claude Chabrol  | Ludivine Sagnier, Benoît Magimel, François Berléand                      |
| 8 août         | Les Quatre Fantastiques et le Surfer d'argent | États-Unis                                                               | Tim Story       | Jessica Alba                                                             |
| 15 août        | Evan tout-puissant                            | États-Unis                                                               | Tom Shadyac     |                                                                          |
| 22 août        | 3 amis                                        |                                                                          | Michel Boujenah | Pascal Elbe, Mathilde Seigner, Kad Merad                                 |
| 22 août        | Hairspray                                     | États-Unis                                                               | Adam Shankman   | John Travolta, Michelle Pfeiffer, Christopher Walken, Amanda Bynes       |
| 12 sept.       | La Vengeance dans la peau                     | États-Unis                                                               | Paul Greengrass | Matt Damon                                                               |
| 12 sept.       | Le Goût de la vie                             | États-Unis                                                               | Scott Hicks     | Catherine Zeta-Jones                                                     |
| 19 sept.       | L'Invité                                      |                                                                          | Laurent Bouhnik | Daniel Auteuil, Valérie Lemercier, Thierry Lhermitte, Hippolyte Girardot |
| 26 sept.       | 99 francs                                     |                                                                          | Jan Kounen      | Jean Dujardin, Vahina Giocante                                           |
| 26 sept.       | À vif                                         | États-Unis                                                               | Neil Jordan     | Jodie Foster                                                             |

### Quatrième trimestre
| Sortie à Paris | Titre                                                | Pays | Réalisateur                        | Distribution                                                           |
| -------------- | ---------------------------------------------------- | --- | ---------------------------------- | ---------------------------------------------------------------------- |
| 3 oct.         | L'Ennemi intime                                      | | Florent Emilio Siri                | Benoît Magimel, Albert Dupontel                                        |
| 3 oct.         | Un secret                                            | | Claude Miller                      | Patrick Bruel, Cécile de France, Ludivine Sagnier                      |
| 3 oct.         | Resident Evil: Extinction                            | Drapeau de l'Allemagne · Drapeau de la France · Drapeau du Canada · Drapeau du Royaume-Uni · Drapeau des États-Unis · Drapeau de l'Australie | Russell Mulcahy                    | Milla Jovovich, Ali Larter, Oded Fehr, Iain Glen                       |
| 10 oct.        | Le Royaume                                           | États-Unis | Peter Berg                         | Jamie Foxx, Chris Cooper, Jennifer Garner                              |
| 10 oct.        | Sa Majesté Minor                                     | | Jean-Jacques Annaud                | Vincent Cassel, José Garcia                                            |
| 17 oct.        | Bienvenue chez les Robinson                          | États-Unis | Stephen J. Anderson                |                                                                        |
| 17 oct.        | L'Assassinat de Jesse James par le lâche Robert Ford | États-Unis | Andrew Dominik                     | Brad Pitt                                                              |
| 17 oct.        | Rush Hour 3                                          | | Brett Ratner                       | Jackie Chan, Chris Tucker                                              |
| 17 oct.        | The Invasion                                         | États-Unis | Nicholas Hamm, Oliver Hirschbiegel | Nicole Kidman                                                          |
| 24 oct.        | Le Cœur des hommes 2                                 | | Marc Esposito                      | Bernard Campan, Gérard Darmon, Jean-Pierre Darroussin, Marc Lavoine    |
| 24 oct.        | Le Deuxième souffle                                  | | Alain Corneau                      | Daniel Auteuil, Monica Bellucci, Michel Blanc                          |
| 24 oct.        | Les Rois de la glisse                                | États-Unis | Ash Brannon, Chris Buck            | Voix : Jeff Bridges                                                    |
| 24 oct.        | Paranoid Park                                        | États-Unis | Gus Van Sant                       | Gabriel Nevins, Jake Miller, Daniel Liu                                |
| 31 oct.        | Chrysalis                                            | | Julien Leclercq                    | Albert Dupontel, Marie Guillard, Mélanie Thierry                       |
| 31 oct.        | L'Heure zéro                                         | | Pascal Thomas                      | Laura Smet, Chiara Mastroianni, Melvil Poupaud                         |
| 31 oct.        | Le Dernier Gang                                      | | Ariel Zeitoun                      | Vincent Elbaz, Clémence Poésy, Sami Bouajila                           |
| 14 nov.        | American Gangster                                    | États-Unis | Ridley Scott                       | Denzel Washington, Russell Crowe                                       |
| 21 nov.        | La Légende de Beowulf                                | États-Unis | Robert Zemeckis                    | Angelina Jolie, Ray Winstone                                           |
| 21 nov.        | Lions et agneaux                                     | États-Unis | Robert Redford                     | Robert Redford, Meryl Streep, Tom Cruise                               |
| 21 nov.        | Ce soir je dors chez toi                             | | Olivier Baroux                     | Jean-Paul Rouve Mélanie Doutey Kad Merad                               |
| 21 nov.        | Les Deux Mondes                                      | | Daniel Cohen                       | Benoît Poelvoorde                                                      |
| 21 nov.        | Saw IV                                               | États-Unis | Darren Lynn Bousman                | Tobin Bell                                                             |
| 28 nov.        | Il était une fois                                    | États-Unis | Kevin Lima                         | Amy Adams                                                              |
| 28 nov.        | Les Femmes de ses rêves                              | États-Unis | Peter et Bobby Farrelly            | Ben Stiller                                                            |
| 28 nov.        | My Blueberry Nights                                  | Hong Kong · Chine · France | Wong Kar-wai                       | Norah Jones, Jude Law, David Strathairn, Rachel Weisz, Natalie Portman |
| 5 déc.         | À la croisée des mondes : La Boussole d'or           | États-Unis | Chris Weitz                        | Nicole Kidman, Eva Green, Daniel Craig                                 |
| 5 déc.         | L'Auberge rouge                                      | | Gérard Krawczyk                    | Josiane Balasko, Christian Clavier, Gérard Jugnot                      |
| 12 déc.        | Bee Movie                                            | États-Unis | Simon J. Smith, Steve Hickner      | Voix : Jerry Seinfeld, Renée Zellweger, John Goodman                   |
| 12 déc.        | Big City                                             | | Djamel Bensalah                    | Eddy Mitchell, Atmen Kelif, Lorànt Deutsch                             |
| 12 déc.        | Elizabeth, l'âge d'or                                | | Shekhar Kapur                      | Cate Blanchett, Geoffrey Rush, Clive Owen                              |
| 19 déc.        | Je suis une légende                                  | États-Unis | Francis Lawrence                   | Will Smith                                                             |

## Côte d'Ivoire
- 14 février 2007 : Sortie au cinéma de Un homme pour deux sœurs
- 7 mai 2007 : Sortie au cinéma de Danger Permanent
- 15 décembre 2007 : Sortie au cinéma du film Le Virus

## Inde
- 14 décembre : Billa, énorme succès du cinéma tamoul.

## Principaux décès

### 1ertrimestre
- 1er janvier : A.I. Bezzerides, 98 ans, scénariste et acteur américain (° 9 août 1908).
- 2 janvier : Georges Vitaly, 89 ans, comédien et metteur en scène français. (° 15 janvier 1917).
- 6 janvier : Charmion King, 81 ans, actrice canadienne. (° 25 juillet 1925).
- 8 janvier :
  - Iwao Takamoto, 81 ans, réalisateur japonais de cinéma d'animation. (° 19 avril 1925).
  - Yvonne De Carlo, 84 ans, actrice canadienne. (° 1er septembre 1922).
- 10 janvier : Carlo Ponti, 94 ans, producteur de cinéma italien. (° 11 décembre 1912).
- 11 janvier : Solveig Dommartin, 48 ans, actrice française. (° 29 juillet 1958).
- 14 janvier : Darlene Conley, 72 ans, actrice américaine. (° 18 juillet 1934).
- 2 février :
  - Michel Roux, 77 ans, acteur français. (° 22 juillet 1929).
  - Gisèle Pascal, 85 ans, actrice française. (° 17 septembre 1921).
- 24 février : Bruce Bennett, 100 ans, acteur américain. (° 19 mai 1906).
- 1er mars : Colette Brosset, 85 ans, actrice française. (° 21 février 1922).

### 2etrimestre
- 11 avril : Roscoe Lee Browne, 81 ans, acteur de cinéma et metteur en scène de théâtre américain. (° 2 mai 1925).
- 19 avril : Jean-Pierre Cassel, 74 ans, acteur. (° 27 octobre 1932).
- 7 mai : Nicholas Worth, 69 ans, acteur américain. (° 4 septembre 1938).
- 29 mai : Wallace Seawell, 90 ans, photographe américain. Portraitiste des stars d'Hollywood. (° 16 septembre 1916).
- 30 mai : Jean-Claude Brialy, 74 ans, acteur, réalisateur et scénariste français. (° 30 mars 1933).
- 6 juin : Benito Alazraki, 86 ans, réalisateur et producteur mexicain.
- 25 juin : Claude Brosset, 63 ans, comédien français. (° 24 décembre 1943).
- 29 juin : Edward Yang, 59 ans, réalisateur et scénariste taïwanais. (° 6 novembre 1947).

### 3etrimestre
- 22 juillet : Ulrich Mühe, 54 ans, comédien allemand. (° 20 juin 1953).
- 23 juillet :
  - Henri Glaeser, 78 ans, réalisateur français. (° 18 juin 1929).
  - George Tabori (György Tábori), 93 ans, scénariste, acteur et réalisateur hongrois. (° 24 mai 1914).
- 29 juillet : Michel Serrault, 79 ans, acteur français. (° 24 janvier 1928).
- 30 juillet :
  - Ingmar Bergman, 89 ans, metteur en scène de théâtre, scénariste, et cinéaste suédois. (° 14 juillet 1918).
  - Michelangelo Antonioni, 94 ans, cinéaste italien. (° 29 septembre 1912).
- 10 septembre : Jane Wyman, 90 ans, actrice américaine. (° 5 janvier 1917).
- 27 septembre : Marjatta Raita, 63 ans, actrice finlandaise. (° 17 février 1944).

### 4etrimestre
- 14 octobre : Raymond Pellegrin, 82 ans, acteur français (° 1er janvier 1925).
- 16 octobre : Deborah Kerr, 86 ans, actrice britannique (° 30 septembre 1921).
- 16 novembre : Pierre Granier-Deferre, réalisateur français